# Escut d'Ucraïna
L'escut d'Ucraïna és el tradicional trident d'or (en ucraïnès тризуб, trízub) en camper d'atzur. Aquests esmalts són els mateixos colors de la bandera estatal. Es va adoptar de forma oficial el 1992.

## Eltrízub
El trident ucraïnès és un símbol de més de mil anys d'antiguitat, provinent del senyal de la dinastia ruríkida: el trízub ja apareix a les monedes d'or i de plata del príncep Vladímir el Gran (980-1015). També es troba als maons de l'església dels Delmes de Kíev, a les teules de la catedral de la Dormició de Volodímir i en pedres d'altres esglésies, castells i palaus, igual com en peces de ceràmica, armes, anells, medallons, segells i manuscrits. Com que va tenir un ús tan extens va anar evolucionant en la seva representació (se n'han documentat dos centenars de variants), tot i mantenir l'estructura bàsica.

El trízub sobreimprès en un segell d'Àustria-Hongria de 1919

No se sap ben bé què representa aquest símbol, si bé molts historiadors coincideixen que es pot tractar d'un falcó estilitzat o algun altre tòtem de la primera dinastia governant dels ruríkides. Cap al segle xi fou substituït per la tradició cristiana d'utilitzar imatges de sants (especialment sant Jordi i sant Miquel), entesos com a protectors de la família governant, i més endavant per imatges de la cultura i l'heràldica de Galítsia i dels cosacs. No fou considerat símbol nacional fins al 1917, quan un dels principals historiadors ucraïnesos, Mikhailo Hruixevski, va proposar d'adoptar-lo com a tal (juntament amb altres elements, com ara la ballesta, l'arc o un cosac amb mosquet, imatges de significat cultural i heràldic en la història d'Ucraïna). El 22 de març de 1918, el Parlament (o Tsentralna Rada) el va adoptar com a escut oficial de la República Popular d'Ucraïna, de durada efímera.

## El gran escut d'armes
El gran escut d'armes no s'ha arribat a adoptar mai de manera oficial, si bé s'ha publicat en diverses fonts heràldiques. En aquesta variant, l'escut d'atzur amb el trident d'or és flanquejat pel lleó de Galítsia a la destra i un cosac amb el vestit tradicional, armat amb un mosquet, símbol de l'estat cosac de l'Hetmanat, a la sinistra. Està timbrat amb la corona de Vladímir el Gran, símbol de la sobirania ucraïnesa, i decorat al capdavall amb una cinta amb els colors de la bandera, unes espigues de blat i uns fruits de la variant local del marfull. No s'ha aprovat perquè necessita una majoria de dos terços al Parlament ucraïnès, a la qual no s'arriba per la reticència que hi mostren els comunistes i els partits prorussos.

## Escuts usats històricament

Escut del Principat de Kíev, basat en la moneda de Vladímir el Gran (segles x-xi)
Escut de l'Hetmanat cosac (1649-1764)
Escut de la República Popular d'Ucraïna (1918-1920)
Escut de l'RSS d'Ucraïna, en la seva tercera variant (1949-1991)